# Synonema braziliense
Synonema braziliense är en rundmaskart som beskrevs av Nathan Augustus Cobb 1920. Synonema braziliense ingår i släktet Synonema och familjen Aponchiidae. Inga underarter finns listade i Catalogue of Life.